# Roy Neuberger

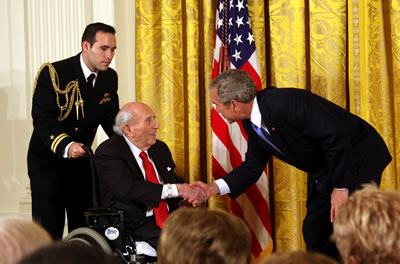
Roy Neuberger (Mitte) erhält die National Medal of Arts von George W. Bush (November 2007)

Roy Rothschild Neuberger (* 21. Juli 1903 in Bridgeport, Connecticut; † 24. Dezember 2010 in Manhattan, New York City) war ein US-amerikanischer Finanzier und Mäzen moderner Kunst.

## Leben
Seine Kindheit verbrachte er in New York. Er wuchs in einer jüdischen Familie auf. Im Alter von zwölf Jahren wurde er Waisenkind. Er immatrikulierte sich an der New York University, um Journalismus zu studieren, gab jedoch bald auf, um Geschäftsmann zu werden. In Manhattan lernte er bei der B. Altman and Company An- und Verkauf. Mit 20 Jahren fuhr er nach Paris, malte und studierte Kunst bis 1928. Nach seiner Rückkehr in die USA verdiente er seinen Unterhalt an der Börse. 1939 gründete er mit Robert Berman die Gesellschaft Neuberger Berman.
Im Laufe seines Lebens sammelte er über 600 Werke zeitgenössischer Kunst und schenkte diese dem nach ihm benannten Neuberger Museum of Art an der Universität des Staats New York in Purchase. Darunter waren Gemälde von Edward Hopper, Helen Frankenthaler, Damien Hirst, Neo Rauch und Marlene Dumas.